# Parents mode d'emploi (série télévisée, 2016)
Ne doit pas être confondu avec Parents mode d'emploi.
Parents mode d'emploi est une série télévisée humoristique française, sortie en version africaine depuis avril 2016 par Samantha Biffot et diffusée du lundi au vendredi à 21 h 55 sur TV5Monde. Les trois premières saisons ont été diffusées sur Kanal 7, l'actuel Gabon culture. Elle est réalisée par la société On est ensemble productions, sur une idée originale d'Elephant Story pour France 2. La série compte jusqu'alors six saisons, disponible sur le Replay de TV5Monde.
Les saisons 7 et 8 sont en tournage à Libreville depuis le mois d'août 2021. La saison 7 est diffusée dès le 4 avril 2022 sur TV5Monde.

## Rediffusion
Deux rediffusions ont lieu chaque lendemain du lundi au vendredi à 9h10 et à 14h20 (heure du Gabon).
Chaque épisode est disponible le lendemain de la diffusion antenne sur la nouvelle offre numérique de TV5 Monde Afrique, application et site web, accessible dans le monde entier.

## Distribution
- Omar Defunzu : Magloire Koumba (père)
- Aisha Yamav : Édith Koumba (mère)
- Chris Eyogho Ebang : Junior (enfant 1)
- Jardelle Angue : Gladys (enfant 2)
- Désiré Bekale Mba : Hypolite (enfant 3)